# Saia Fainga'a
Pour les articles homonymes, voir Fainga'a.
Pas d'image ? Cliquez ici

a Compétitions nationales et continentales officielles uniquement.

b Matchs officiels uniquement.
Dernière mise à jour le 23 juillet 2018.
Saia M. Fainga'a, né le 2 février 1987 à Queanbeyan, est un joueur de rugby à XV international australien évoluant au poste de talonneur. Il joue en Angleterre avec les London Irish depuis 2017.

## Carrière

### En club
Saia Fainga'a fait ses débuts dans le Super 14 avec les Brumbies. Il rejoint les Queensland Reds en 2009 avec son frère jumeau Anthony Fainga'a. Il devient champion du Super 15 le 9 juillet 2011 en s'imposant avec son club en finale face aux Crusaders 18-13.

### En équipe nationale
Saia Fainga'a est international scolaire, des moins de 19 ans et de rugby à sept avant de devenir international senior. Il obtient sa première cape internationale le 5 juin 2010 à l’occasion d’un match contre l'équipe des Fidji. Il est retenu le 31 juillet 2010 à l’occasion d’un match contre l'équipe de Nouvelle-Zélande en même temps que son frère jumeau Anthony qui fait ses débuts internationaux. Il est retenu par Robbie Deans le 18 août 2011 dans la liste des trente joueurs qui disputent la coupe du monde. Il dispute un match de la Coupe du monde de rugby à XV 2011.

## Palmarès
- Champion du Super 15 en 2011
- Demi-finaliste de la Coupe du monde 2011